# بييرو أنجيلا
بييرو أنجيلا (بالإيطالية: Piero Angela)‏ (22 ديسمبر 1928 - 13 أغسطس 2022)، هو صحفي علمي وكاتب سيناريو وعازف بيانو ومقدم تلفزيوني إيطالي، ولد في 22 ديسمبر 1928 في تورينو في إيطاليا.

## وصلات خارجية
- بييرو أنجيلا على موقع IMDb (الإنجليزية)
- بييرو أنجيلا على موقع روتن توميتوز (الإنجليزية)
- بييرو أنجيلا على موقع ميوزك برينز (الإنجليزية)
- بييرو أنجيلا على موقع قاعدة بيانات الفيلم (الإنجليزية)
- بييرو أنجيلا على موقع كينوبويسك (الروسية)